# Giovanni Caccamo (regista)
Giovanni Caccamo (Modica, 12 giugno 1966) è un fotografo e regista televisivo italiano.

## Biografia
Giovanni Caccamo, nato a Modica il 12 giugno 1966, studia presso l'Accademia di belle arti di Catania, Firenze, Roma e frequenta il corso principale di scultura. Durante i suoi studi fa da assistente al fotografo Roberto Grazioli per l'agenzia Grazia Neri.
Si dedica anche alla regia di cortometraggi e vince il Fano International Film Festival nella sezioni corti. Viene premiato al Fipa Festival International des Programmes Audiovisuel Francia con menzione speciale per la regia, al Valdarno Cinema e al Sulmonacinema Film Festival.
Nel frattempo inizia a lavorare per la televisione, collaborando sia con Rai che Mediaset.
Sua la regia dello show per Rai 1 Il Mio Cinema, Andrea, Bocelli, Viva Mogol.
Dal 2007 è il regista de L'arena su Rai 1; è stato inoltre regista di varie prime serate su Rai 1, tra le quali segnaliamo gli shows in omaggio a Domenico Modugno, Mia Martini, Lucio Dalla, Lucio Battisti, Mino Reitano.
Per Mediaset ha diretto Sarabanda, Amici di Maria De Filippi, Grande Fratello, Campioni, il sogno, È sempre Cartabianca, Prima di domani, Pomeriggio Cinque News.
Per Sky Arte realizza documentari tra i quali Palermo Capitale del Mediterraneo e Ragusa e Ibla, Fiori di Pietra
Ha curato la regia di eventi per Zegna, Audi, Volkswagen, Credem ed ha realizzato video aziendali per FIAT, Finmeccanica, Pireaeus Bank, TIM.
Consolida la collaborazione con Massimo Giletti, dirigendo sui canali de LA7 il programma televisivo Non è l'Arena dagli studi della De Paolis di Roma.
Parallelamente alla regia esercita la professione di fotografo realizzando mostre e pubblicazioni. La mostra più recente è Genius Loci presso la fondazione Zegna. Inoltre nel mese di settembre nell'ambito del progetto Natura e Artificio, a Milano a Palazzo Clerici, è stata battuta all'asta da Christie's una sua foto per sostenere la comunità di San Patrignano.
Il suo documentario Trazzeri è stato selezionato in vari Festival Internazionali tra i quali il New York Independent Cinema Awards 2021, ARFF Berlin International Awards ed è stato premiato all'American Golden Picture International Film Festival e al Venice Shorts film Awards in California.
Per tre anni è stato docente di regia video all'ABAQ (Accademia di Belle Arti dell'Aquila).
Da ottobre a dicembre 2024 è stato il regista del programma Binario 2 in onda ogni mattina dal lunedì al venerdì su Rai 2.

## Mostre
- Mani di questa terra, Modica Palazzo Grimaldi
- Milano-Triennale
- La Carne della Coscienza, Roma Mostra Ex Mattatoio
- Fine Pena Mai, Roma Palazzo delle Esposizioni
- Fine Pena Mai, Modica Palazzo Polara
- Nuvole, Roma Galleria "aoc F58"
- Torino Salone del Lingotto, mostra al Salone del libro Il Giro del Mondo
- Roma Installazione fotografica al Palaeur, per il CYBERDAYS
- Reportage sulla comunicazione realizzato nelle città di: Hong Kong, Bangkok, Sydney, San Francisco, Seattle,
- Città Del Messico, Berlino, Roma
- Torino Biennale della fotografia
- La Mente e L'Immagine, Roma Galleria
- Forma e Memoria, Melpignano.

## Pubblicazioni
- 1998 Battiti ed Impulsi, libro fotografico
- 1998 Il Mondo Mobile, testi di Renato Minore e Domenico Masi
- 1999 Mani e Mestieri di Sicilia, testi di Renato Minore
- 2000 Fotografie per il libro Roma egizia
- 2005 Libro fotografico per gruppo SKIRA'
- 2009 Libro fotografico sui sessant'anni dell'Accademia Nazionale di Danza
- 2010 Pubblicazione libro fotografico sui 100 anni Ermenegildo Zegna